# Vallanca
Vallanca és un municipi valencià situat a la comarca del Racó d'Ademús. Limita amb els d'Ademús, Cases Altes, Cases Baixes i Castellfabib (a la mateixa comarca); i amb Salvacañete, Moya, Algarra i Casas de Garcimolina (a la província de Conca, Castella-la Manxa).

## Geografia
Vallanca està situada, de forma escalonada, en el vessant sud d'un tossal, a 973 metres d'altitud. Als seus peus discorre, profundament encaixonat, el riu Bohilgues, que naix en la partida de la Vega, a uns 2 km al sud de la població, per a seguir serpentejant sobre pedra tosca fins a la seua desembocadura en el marge dret del riu Túria, a l'altura d'Ademús. El terme municipal inclou els nuclis de Vallanca i Negrón.

## Història
Vallanca ja apareix a la documentació de començaments del segle XIII com a parròquia inclosa a les terres d'Ademús, dins del bisbat de Sogorb. Llavors, a l'època medieval, va ser rellevant per la seua situació fronterera amb Castella: es tractava de la població més occidental de les terres d'Ademús.
Tot i que va configurar la segona parròquia del terme general d'Ademús, la seua independència administrativa d'eixe municipi no li va arribar fins a l'any 1695, quan Carles II va atorgar a Vallanca el títol de vila real, i es va convertir així en la tercera amb eixa distinció a la comarca del Racó, després de les dos viles històriques: Ademús i Castellfabib.
A partir de la divisió provincial realitzada per Javier de Burgos en 1833, també es va dur a terme la creació dels partits judicials. Segons el Decret Reial del 21 d'abril 1834, Vallanca passa a formar part del Partit Judicial d'Alpont, amb la capital a Xelva.

## Demografia
| 1990 | 1992 | 1994 | 1996 | 1998 | 2000 | 2002 | 2004 | 2006 | 2008 | 2010 | 2012 | 2014 | 2016 | 2018 |
| ---- | ---- | ---- | ---- | ---- | ---- | ---- | ---- | ---- | ---- | ---- | ---- | ---- | ---- | ---- |
| 281  | 248  | 243  | 240  | 236  | 235  | 209  | 190  | 168  | 170  | 148  | 160  | 156  | 133  | 126  |

## Economia
La seua economia es basa fonamentalment en l'agricultura, la ramaderia i l'explotació forestal, encara que l'extracció de la fusta es troba molt esgotada. Dintre dels cultius de secà es troben els cereals, fruiters i vinyes. Les aigües del riu Bohílgues reguen les hortes, en les quals es cullen cereals, blat de moro, hortalisses i fruiteres, especialment pomes. A més de l'omnipresent ametla, l'anou és l'altre fruit sec que abunda en les zones humides del terme i que té fama per la seua qualitat. La ramaderia compta amb caps de llanar, porcí i bucs d'abelles.

## Política i govern

### Corporació Municipal
El Ple de l'Ajuntament està format per 5 regidors. En les eleccions municipals de 26 de maig de 2019 foren elegits 4 regidors del Partit Popular (PP) i 1 del Partit Socialista del País Valencià (PSPV-PSOE).
| Eleccions municipals de 26 de maig de 2019 - Vallanca                                                            |                                          |                                     |                                                                                   |                                           |          |          |
| Candidatura | Candidatura                              | Candidatura                         | Candidats                                                                         | Vots                                      | Vots     | Regidors |
| | Partit Popular                           |                                     | Ruth Sánchez Ferriz Raúl Bonacho Adalid Elsa Cariñena Muñoz Josefa Ferriz Collado | 66 ( Sí) · 66 ( Sí) · 63 ( Sí) · 63 ( Sí) | 58,72%   | 4 ()     |
| | Partit Socialista del País Valencià-PSOE |                                     | Francisca Llop Suñé Manuel Colomo Monleón Abel Muñoz Domingo                      | 45 ( Sí) · 41 ( No) · 40 ( No)            | 38,53%   | 1 (+1)   |
| | Altres candidatures                      |                                     |                                                                                   |                                           |          | 0 ( -1)  |
| | Vots en blanc                            |                                     |                                                                                   | 1                                         | 0,92%    |          |
| Total vots vàlids i regidors                                                                                     | Total vots vàlids i regidors             | Total vots vàlids i regidors        | Total vots vàlids i regidors                                                      | 109                                       | 100 %    | 5        |
| | Vots nuls                                | Vots nuls                           | Vots nuls                                                                         | 2                                         | 1,80%    |          |
| Participació (vots vàlids més nuls)                                                                              | Participació (vots vàlids més nuls)      | Participació (vots vàlids més nuls) | Participació (vots vàlids més nuls)                                               | 111                                       | 86,72%** |          |
| Abstenció | Abstenció                                | Abstenció                           | Abstenció                                                                         | 17*                                       | 13,28%** |          |
| Total cens electoral                                                                                             | Total cens electoral                     | Total cens electoral                | Total cens electoral                                                              | 128*                                      | 100 %**  |          |
| Alcaldessa: Ruth Sánchez Ferriz (PP) (15/06/2019) Per majoria absoluta dels vots dels regidors                   |                                          |                                     |                                                                                   |                                           |          |          |
| Fonts: JEC, JEZ Llíria, Periòdic Ara. (* No són vots sinó electors. ** Percentatge respecte del cens electoral.) |                                          |                                     |                                                                                   |                                           |          |          |

### Alcaldia
Des de 2015 l'alcaldessa de Vallanca és Ruth Sánchez Ferriz del Partit Popular (PP).
| Període                       | Alcalde o alcaldessa                             | Partit polític | Data de possessió     | Observacions        |
| ----------------------------- | ------------------------------------------------ | -------------- | --------------------- | ------------------- |
| 1979–1983                     | Ricardo Iñesta Férriz                            | UCD            | 19/04/1979            | --                  |
| 1983–1987                     | José León Bonacho José Coscolla Domingo          | PSPV-PSOE      | 28/05/1983 1984       | ?? --               |
| 1987–1991                     | Amador Sánchez Sánchez                           | PSPV-PSOE      | 30/06/1987            | --                  |
| 1991–1995                     | Amador Sánchez Sánchez                           | PSPV-PSOE      | 15/06/1991            | --                  |
| 1995–1999                     | Amador Sánchez Sánchez                           | PSPV-PSOE      | 17/06/1995            | --                  |
| 1999–2003                     | Amador Sánchez Sánchez                           | PSPV-PSOE      | 03/07/1999            | --                  |
| 2003–2007                     | José Antonio Morales Arnalte Núria Millán Eslava | PP             | 14/06/2003 03/05/2004 | Moció de censura -- |
| 2007–2011                     | Núria Millán Eslava                              | PP             | 16/06/2007            | --                  |
| 2011–2015                     | Núria Millán Eslava                              | PP             | 11/06/2011            | --                  |
| 2015–2019                     | Ruth Sánchez Ferriz                              | PP             | 13/06/2015            | --                  |
| 2019-2023                     | Ruth Sánchez Ferriz                              | PP             | 15/06/2019            | --                  |
| Des de 2023                   | n/d                                              | n/d            | 17/06/2023            | --                  |
| Fonts: Generalitat Valenciana |                                                  |                |                       |                     |

## Patrimoni històric-artístic

### Arquitectura religiosa
- Església de la Mare de Déu dels Àngels. Renovada al segle xvii. El més destacat és la decoració esgrafiada dels murs, les voltes de la nau principal i algunes capelles. De l'abundant patrimoni moble que ha tingut esta església, tan sols es conserven algunes mostres d'orfebreria i la petita taula renaixentista de El bon pastor, del cercle valencià de Joan de Joanes.
- Ermita de Sant Roc. Situada als voltants de la vila, és una construcció dels inicis del segle xvii, originalment fundada baix l'advocació de la Santíssima Trinitat. Presenta planta de creu llatina, tres capelles i cap objecte moble d'interés. Conserva la coberta de fusta antiga.
- Església de Sant Antoni de Pàdua. Situada al llogaret de Negrón, és una petita i senzilla construcció de nau única del segle xviii, construïda encara amb arcs diafragmàtics.

### Arquitectura civil
- Casa pòsit. Antic magatzem de blat de la vila. Situat darrere l'església parroquial dels Àngels. És del segle xviii, recentment restaurat.
- Casa abadia. Edifici de finals del segle xvi, recentment desaparegut. Es conserva l'escut de la porta, que va pertànyer al rector que la va construir.
- Molí de la vila.[6] Construcció de finals del segle xvi. En una de les seues façanes es conserva l'antic escut de la vila d'Ademús (les quatre barres coronades de la Casa d'Aragó) del temps en què Vallanca encara pertanyia al terme general d'Ademús.
- Arquitectura popular. Vallanca té un bon nombre de carrers i cases on es pot vore les tècniques vernàcules de construcció, de pedra al pis baix i lloses amb fusta als nivells superiors. Les balconades de fusta són molt abundants.

## Llocs d'interés
Els voltants de Vallanca són molt atractius, amb el riu Bohílgues, afluent del Túria, que és una microrreseva natural, amb gran varietat d'espècies vegetals i animals, cascades i una exuberant vegetació de ribera.
Els paisatges de muntanya són els més abundants, on es fan també recorreguts de senderisme.

## Festes i tradicions populars
- Sant Antoni Abad. 17 de gener, actualment se celebren el diumenge més pròxim, amb fogueres als carrers.
- Sant Antoni de Pàdua. 17 de juny. És el patró del llogaret de Negrón, on té lloc la festa. Antigament acudien gran nombre de xiques per tal de demanar marit al sant.
- Mare de Déu dels Àngels: 2 d'agost. Patrona de la vila.
- Sant Roc. Se celebren del 14 al 17 d'agost, en honor del patró de la vila.
- Septenari de la Mare de Déu de Santeró. del 16 al 26 de setembre, cada set anys. Es tracta de les anomenades Fiestas Grandes de Vallanca. Es fa un recorregut al llunyá santuari de la Mare de Déu de Santeró, al terme d'Algarra (Conca, Castella), per tal de dur la imatge de la Verge a Vallanca. Durant els nou dies que està la imatge a la vila es fan grans festes en el seu honor i Vallanca esdevé per uns dies la capital espiritual i festera del Racó. El darrer septenari va tindre lloc l'any 2019.
- Petecosta de Santerón. Diumenge de Pentecosta. Se celebra una romeria anual a l'ermita de Santerón, on es concentra molta gent de les dos bandes frontereres, és a dir, tant de Castella com del País Valencià. Hi ha missa, processó, balls amb la pita i la caja, menjars típics i mercat. Destaquen les corregudes de cavalls per les planes de Santeró.

D'altra banda, Vallanca compta amb una forta tradició musical. Antany eren molt apreciats, tant a la comarca del Racó d'Ademús com a la rodalia, els gaiteros vallanquers, que amenitzaven festes, solemnitzaven processons, animaven balls, etc. La tradició dels sonadors de la caja y la pita, noms locals del tabal i la dolçaina de les zones valencianoparlants, s'està recuperant recentment a la vila de Vallanca.